# Elfhild
Elfhild es un personaje ficticio que pertenece al legendarium creado por el escritor británico J. R. R. Tolkien y que tan sólo aparece mencionada en los apéndices de la novela El Señor de los Anillos. Es una mujer rohir, esposa de Théoden, que más tarde fue rey de Rohan. Murió al dar a luz a su único hijo, Théodred, en el año 2978 de la Tercera Edad del Sol, dos años antes de que Théoden ascendiera al trono, por lo que no llegó a reinar.
En una versión del apéndice A, más concretamente del capítulo «La casa de Eorl», J. R. R. Tolkien hace mención al lugar de procedencia de Elfhild, el Folde Oeste, aunque esto no aparece en los apéndices publicados. De forma parecida, en una de las versiones del capítulo «El rey del castillo de oro», Théoden y Elfhild tenían otra hija, Idis, pero finalmente el personaje fue desechado.